# 60x60
60x60 es una caja recopilatoria del músico de rock argentino Charly García. La caja fue editada en 2012 por EMI Music, contiene el registro en CD y DVD de los conciertos realizados por García a finales de 2011 en el Teatro Gran Rex de Buenos Aires.

## Grabación
Entre octubre y diciembre de 2011, Charly García, celebrando su cumpleaños número 60, presentó tres conciertos ("La Vanguardia es así", "Detrás de las Paredes" y "El Ángel Vigía") en el Teatro Gran Rex, en las tres noches no repitió ningún tema, presentó 60 canciones las cuales forman una pequeña parte de su extensa trayectoria la cual abarca 40 años (actualmente más de 50), repaso algunas canciones de las bandas en las cuales participó como Sui Generis, Serú Girán, y también de su etapa como solista. Charly se presentó con su nueva banda, The Prostitution (Cristine Brebes, Julián Gándara, Carlos García López, Carlos González, Kiuge Hayashida, Rosario Ortega, Fernando Samalea, Toño Silva, Alejandro Terán y Fabián Von Quintiero) y con invitados de lujo tales como Pedro Aznar, Juanse, Nito Mestre, Fito Páez, Graciela Borges y Juan Alberto Badía. Estos tres conciertos han sido reunidos en esta caja recopilatoria de lujo, con el título de 60x60 el cual reúnen 3 DVD con más de 3 horas de concierto, 3 CD de audio, un libro de 44 páginas, un póster gigante y un dibujo original de Charly. Los conciertos fueron registrados en sistema High Definition con doce cámaras, grabados y mezclados por Pichón Dal Pont -ganador de 3 Premios Grammy- y masterizados por Ted Jensen en Sterling Sound, Nueva York, con Joe Blaney como ingeniero consultor.
En 2012, se lanzó una edición en disco de vinilo doble con 17 de los 60 tracks originales del box set.

## Lista de temas

### CD/DVD 1: La Vanguardia Es Así
27 de octubre de 2011
1. Tango en segunda
2. El amor espera
3. Cerca de la revolución
4. Rock and Roll Yo
5. Anhedonia
6. No importa
7. Nos siguen pegando abajo (Pecado mortal)
8. Viernes 3AM
9. La grasa de las capitales
10. Me siento mucho mejor (Gene Clark)
11. 20 trajes de lágrimas I
12. Tu vicio
13. Chipi Chipi
14. Demoliendo hoteles
15. No voy en tren
16. Desarma y sangra
17. Los Dinosaurios
18. No toquen
19. Confesiones de invierno

### CD/DVD 2: Detrás de las Paredes
29 de octubre de 2011
1. Instituciones
2. Pasajera en trance
3. Rezo por vos (Spinetta/García)
4. Yendo de la cama al living
5. Necesito tu amor
6. Hablando a tu corazón
7. Influencia (Todd Rundgren)
8. 20 trajes de lágrimas II
9. Fantasy
10. Canción de Alicia en el país
11. No soy un extraño
12. No me dejan salir
13. Cuchillos
14. Inconsciente colectivo
15. La sal no sala
16. Promesas sobre el bidet
17. Perro andaluz
18. No llores por mí, Argentina
19. Rasguña las piedras
20. Fanky

### CD/DVD 3: El Ángel Vigía
1 de diciembre de 2011
1. Piano Bar
2. Canción de 2 x 3
3. I'm not in love
4. Plateado sobre plateado
5. La chica que se robó al mundo
6. El día que apagaron la luz
7. Deberías saber porqué
8. Nuevos trapos
9. Popotitos 	(Larry Williams/Armando Martínez)
10. Llorando en el espejo
11. No te animás a despegar
12. 20 trajes de lágrimas III
13. Raros peinados nuevos
14. Rap del exilio
15. Asesíname
16. Canción para mi muerte
17. No se va a llamar mi amor
18. Eiti Leda

- Todas las canciones pertenecen a Charly García, excepto donde se indica.

## Créditos
- Christine Brebes: violín
- Julián Gándara: chelo
- Alejandro Terán: viola
- Fernando Samalea: bandoneón, vibráfono, maniquíes, gong
- Carlos García López: guitarra
- Carlos González: bajo
- Kiuge Hayashida: guitarra
- Toño Silva: batería
- Fabián Von Quintiero: teclado electrónico
- Rosario Ortega: voces

Invitados especiales:
- Pedro Aznar (Perro Andaluz y No llores por mí, Argentina)
- Nito Mestre (Instituciones)
- Fito Páez (No se va a llamar mi amor)
- Os Paralamas do Sucesso
- Juanse (La sal no sala)
- Juan Alberto Badía (La chica que se robó al mundo) y Graciela Borges (20 Trajes de lágrimas I, II y III) (Narración off)

### Edición
- DSX Films